# Mander (Bandung)
Mander is een bestuurslaag in het regentschap Serang van de provincie Banten, Indonesië. Mander telt 4588 inwoners (volkstelling 2010).